# Intelligenzblatt für die Stadt Bern
Das Intelligenzblatt für die Stadt Bern war eine von 1834 bis 1919 in Bern (Schweiz) erscheinende Zeitung. Nach 1919 trug sie bis 1922 den Titel Berner Landeszeitung.

## Geschichte
In den ersten Jahren erschien das Intelligenzblatt für die Stadt Bern ein- bis zweimal pro Woche, ab 1841 wurde es täglich herausgegeben. Insgesamt existieren rund 166'000 Seiten.
Im 19. Jahrhundert war das Blatt die wichtigste Stadtberner Zeitung für die lokale Berichterstattung. Neben amtlichen Mitteilungen von Stadt, Kanton und der Burgergemeinde Bern veröffentlichten das Intelligenzblatt und seine Nachfolgepublikation Berichte über das politische Geschehen, Nachrichten aus Vereinen, Leserbriefe, Nachrufe oder Berichte über Verbrechen. Grossen Raum nahmen Inserate für die Dienstleistungen und Produkte des Berner Gewerbes ein.

## Digitaler Zugang
Alle Ausgaben der Zeitung lassen sich digital durchblättern und im Volltext durchsuchen (siehe Link bei Weblinks).